# Marpesia berania
Espèce
Marpesia berania est une espèce d'insectes lépidoptères de la famille des Nymphalidae, de la sous-famille  des Limenitidinae et du genre Marpesia.

## Dénomination
Marpesia berania a été décrit par William Chapman Hewitson en 1852 sous le nom initial de Timetes berania.
Synonyme : Megalura berania; Butler & Druce, 1874.

### Noms vernaculaires
Marpesia berania se nomme Orange Daggerwing en anglais.

### Sous-espèces
- Marpesia berania berania
- Marpesia berania fruhstorferi (Seitz, 1914)

## Description
Marpesia berania est un papillon d'une envergure de 45 mm à 51 mm, aux ailes antérieures à bord externe concave et ailes postérieures à bord externe festonné portant chacune une longue et fine queue pointue,.
Le dessus est de couleur jaune d'or orné de plusieurs fines lignes marron parallèles aux bords externes des ailes.
Le revers jaune très pâle est orné des mêmes lignes mais de couleur jaune grisé.

## Biologie

### Plantes hôtes
Aucune documentation.

## Écologie et distribution
Marpesia berania réside au Mexique, au Costa Rica, au Honduras, à Panama, en Colombie, en Équateur, en Bolivie et au Brésil.

### Biotope
Marpesia berania réside dans la forêt tropicale.

### Protection
Pas de statut de protection particulier trouvé.